# 2014-es labdarúgó-világbajnokság-selejtező (UEFA – G csoport)
A 2014-es labdarúgó-világbajnokság európai selejtező, G csoportjának eredményeit tartalmazó lapja. A csoport sorsolását 2011. július 30-án tartották Rio de Janeiróban. A csoportban körmérkőzéses, oda-visszavágós rendszerben játszottak egymással a csapatok. A csoportelső automatikus résztvevője lett a 2014-es labdarúgó-világbajnokságnak, a csoport második helyezettje a pótselejtezőn vehetett részt.
A csoportban Görögország, Szlovákia, Bosznia-Hercegovina, Litvánia, Lettország és Liechtenstein szerepel.

## Tabella
| Hely. | Csapat              | M  | Gy | D | V | G+ | G– | Gk  | P  | Továbbjutás                         |     | Bosznia-Hercegovina | Görögország | Szlovákia | Litvánia | Lettország | Liechtenstein |
| ----- | ------------------- | -- | -- | - | - | -- | -- | --- | -- | ----------------------------------- | --- | ------------------- | ----------- | --------- | -------- | ---------- | ------------- |
| 1.    | Bosznia-Hercegovina | 10 | 8  | 1 | 1 | 30 | 6  | +24 | 25 | Kijutott a 2014-es világbajnokságra |     | —                   | 3–1         | 0–1       | 3–0      | 4–1        | 4–1           |
| 2.    | Görögország         | 10 | 8  | 1 | 1 | 12 | 4  | +8  | 25 | Továbbjutott a második fordulóba    |     | 0–0                 | —           | 1–0       | 2–0      | 1–0        | 2–0           |
| 3.    | Szlovákia           | 10 | 3  | 4 | 3 | 11 | 10 | +1  | 13 |                                     |     | 1–2                 | 0–1         | —         | 1–1      | 2–1        | 2–0           |
| 4.    | Litvánia            | 10 | 3  | 2 | 5 | 9  | 11 | −2  | 11 |                                     | 0–1 | 0–1                 | 1–1         | —         | 2–0      | 2–0        |               |
| 5.    | Lettország          | 10 | 2  | 2 | 6 | 10 | 20 | −10 | 8  |                                     | 0–5 | 1–2                 | 2–2         | 2–1       | —        | 2–0        |               |
| 6.    | Liechtenstein       | 10 | 0  | 2 | 8 | 4  | 25 | −21 | 2  |                                     | 1–8 | 0–1                 | 1–1         | 0–2       | 1–1      | —          |               |

## Mérkőzések
A mérkőzéseket 2012. szeptember 7-e és 2013. október 15-e között játsszák le. A pontos menetrendről az országok labdarúgó-szövetségei 2011. november 18-án Pozsonyban egyeztettek.
Valamennyi mérkőzés kezdési időpontja helyi idő szerint van feltüntetve, az egyezményes koordinált világidőhöz (UTC) viszonyítva.
| 2012. szeptember 7. 19:00 (UTC+2) |

| Liechtenstein | 1–8               | Bosznia-Hercegovina                                      |
| ------------- | ----------------- | -------------------------------------------------------- |
| Christen 61'  | (0–4) Jegyzőkönyv | Misimović 26' 31' Ibišević 34' 40' 83' Džeko 46' 64' 81' |

| Rheinpark Stadion, Vaduz Nézőszám: 5900 Játékvezető: Marco Borg (máltai) |

| 2012. szeptember 7. 21:15 (UTC+3) |

| Litvánia                   | 1–1               | Szlovákia               |
| -------------------------- | ----------------- | ----------------------- |
| Žaliūkas 18' Labūkas 90+4′ | (1–1) Jegyzőkönyv | Sapara 41' Pečovský 55′ |

| LFF Stadium, Vilnius Nézőszám: 4000 Játékvezető: Carlos Clos Gómez (spanyol) |

| 2012. szeptember 7. 21:30 (UTC+3) |

| Lettország           | 1–2               | Görögország               |
| -------------------- | ----------------- | ------------------------- |
| Cauņa 42' (11-esből) | (1–0) Jegyzőkönyv | Spyropoulos 57' Gekas 69' |

| Skonto stadion, Riga Nézőszám: 7956 Játékvezető: Ivan Bebek (horvát) |

| 2012. szeptember 11. 20:00 (UTC+2) |

| Bosznia-Hercegovina                                 | 4–1               | Lettország |
| --------------------------------------------------- | ----------------- | ---------- |
| Misimović 12' (11-esből) 54' Pjanić 44' Džeko 90+2' | (2–1) Jegyzőkönyv | Gorkšs 5'  |

| Stadion Bilino polje, Zenica Nézőszám: 11 900 Játékvezető: Deniz Aytekin (német) |

| 2012. szeptember 11. 20:15 (UTC+2) |

| Szlovákia              | 2–0               | Liechtenstein |
| ---------------------- | ----------------- | ------------- |
| Sapara 36' Jakubko 78' | (1–0) Jegyzőkönyv |               |

| Štadión Pasienky, Pozsony Nézőszám: 4326 Játékvezető: Simon Lee Evans (walesi) |

| 2012. szeptember 11. 21:45 (UTC+3) |

| Görögország            | 2–0               | Litvánia |
| ---------------------- | ----------------- | -------- |
| Ninis 55' Mítroglu 72' | (0–0) Jegyzőkönyv |          |

| Karaiskakis Stadium, Pireusz Nézőszám: 21 466 Játékvezető: Mark Courtney (északír) |

| 2012. október 12. 19:30 (UTC+2) |

| Liechtenstein | 0–2               | Litvánia           |
| ------------- | ----------------- | ------------------ |
|               | (0–0) Jegyzőkönyv | Česnauskis 50' 74' |

| Rheinpark Stadion, Vaduz Nézőszám: 1112 Játékvezető: Slavko Vinčić (szlovén) |

| 2012. október 12. 20:15 (UTC+2) |

| Szlovákia                      | 2–1               | Lettország                  |
| ------------------------------ | ----------------- | --------------------------- |
| Hamšík 5' (11-esből) Sapara 9' | (2–0) Jegyzőkönyv | Verpakovskis 84' (11-esből) |

| Štadión Pasienky, Pozsony Nézőszám: 4012 Játékvezető: Danny Makkelie (holland) |

| 2012. október 12. 21:45 (UTC+3) |

| Görögország | 0–0         | Bosznia-Hercegovina |
| ----------- | ----------- | ------------------- |
|             | Jegyzőkönyv |                     |

| Karaiskakis Stadium, Pireusz Nézőszám: 26 211 Játékvezető: Antonio Damato (olasz) |

| 2012. október 16. 20:00 (UTC+3) |

| Lettország             | 2–0               | Liechtenstein     |
| ---------------------- | ----------------- | ----------------- |
| Kamešs 29' Gauračs 77' | (1–0) Jegyzőkönyv | Kaufmann 58′, 60′ |

| Skonto stadion, Riga Nézőszám: 3500 Játékvezető: Kovács István (magyar) |

| 2012. október 16. 20:00 (UTC+2) |

| Bosznia-Hercegovina               | 3–0               | Litvánia |
| --------------------------------- | ----------------- | -------- |
| Ibišević 29' Džeko 35' Pjanić 41' | (3–0) Jegyzőkönyv |          |

| Stadion Bilino polje, Zenica Nézőszám: 11 920 Játékvezető: Miroslav Zelinka (cseh) |

| 2012. október 16. 20:30 (UTC+2) |

| Szlovákia | 0–1               | Görögország       |
| --------- | ----------------- | ----------------- |
|           | (0–0) Jegyzőkönyv | Szalpingídisz 63' |

| Štadión Pasienky, Pozsony Nézőszám: 7494 Játékvezető: William Collum (skót) |

| 2013. március 22. 19:30 (UTC+1) |

| Liechtenstein | 1–1               | Lettország |
| ------------- | ----------------- | ---------- |
| Polverino 20' | (1–1) Jegyzőkönyv | Cauņa 30'  |

| Rheinpark Stadion, Vaduz Nézőszám: 1150 Játékvezető: Kevin Clancy (skót) |

| 2013. március 22. 20:10 (UTC+1) |

| Szlovákia   | 1–1               | Litvánia   |
| ----------- | ----------------- | ---------- |
| Jakubko 40' | (1–1) Jegyzőkönyv | Šernas 19' |

| Štadión pod Dubňom, Zsolna Nézőszám: 4560 Játékvezető: Michael Oliver (angol) |

| 2013. március 22. 20:45 (UTC+2) |

| Bosznia-Hercegovina        | 3–1               | Görögország  |
| -------------------------- | ----------------- | ------------ |
| Džeko 30' 54' Ibišević 36' | (2–0) Jegyzőkönyv | Gékasz 90+3' |

| Stadion Bilino polje, Zenica Nézőszám: 11 000 Játékvezető: Björn Kuipers (holland) |

| 2013. június 7. 19:30 (UTC+3) |

| Lettország | 0–5               | Bosznia-Hercegovina                                        |
| ---------- | ----------------- | ---------------------------------------------------------- |
|            | (0–0) Jegyzőkönyv | Lulić 48' Ibišević 53' Medunjanin 63' Pjanić 80' Džeko 82' |

| Skonto stadions, Riga Nézőszám: 7700 Játékvezető: Mike Dean (angol) |

| 2013. június 7. 20:00 (UTC+2) |

| Liechtenstein | 1–1               | Szlovákia  |
| ------------- | ----------------- | ---------- |
| Büchel 13'    | (1–0) Jegyzőkönyv | Ďurica 73' |

| Rheinpark Stadion, Vaduz Nézőszám: 1623 Játékvezető: Martin Strömbergsson (svéd) |

| 2013. június 7. 21:45 (UTC+3) |

| Litvánia | 0–1               | Görögország           |
| -------- | ----------------- | --------------------- |
|          | (0–1) Jegyzőkönyv | Hrisztodulópulosz 20' |

| LFF stadionas, Vilnius Nézőszám: 4500 Játékvezető: Olegário Benquerença (portugál) |

| 2013. szeptember 6. 21:10 (UTC+3) |

| Lettország               | 2–1               | Litvánia         |
| ------------------------ | ----------------- | ---------------- |
| Bulvītis 20' Zjuzins 42' | (2–1) Jegyzőkönyv | Matulevičius 44' |

| Skonto stadions, Riga Nézőszám: 7306 Játékvezető: Sébastien Delferiere (belga) |

| 2013. szeptember 6. 20:15 (UTC+2) |

| Bosznia-Hercegovina | 0–1               | Szlovákia    |
| ------------------- | ----------------- | ------------ |
|                     | (0–0) Jegyzőkönyv | Pečovský 77' |

| Stadion Bilino Polje, Zenica Nézőszám: 15 000 Játékvezető: Nicola Rizzoli (olasz) |

| 2013. szeptember 6. 20:45 (UTC+2) |

| Liechtenstein | 0–1               | Görögország  |
| ------------- | ----------------- | ------------ |
|               | (0–0) Jegyzőkönyv | Mítroglu 72' |

| Rheinpark Stadion, Vaduz Nézőszám: 2680 Játékvezető: Stanislav Todorov (bolgár) |

| 2013. szeptember 10. 18:30 (UTC+3) |

| Litvánia                       | 2–0               | Liechtenstein |
| ------------------------------ | ----------------- | ------------- |
| Matulevičius 18' Kijanskas 40' | (2–0) Jegyzőkönyv |               |

| ARVI futbolo arena, Marijampolė Nézőszám: 1955 Játékvezető: Lasha Silagava (grúz) |

| 2013. szeptember 10. 20:15 (UTC+2) |

| Szlovákia  | 1–2               | Bosznia-Hercegovina       |
| ---------- | ----------------- | ------------------------- |
| Hamšík 42' | (1–0) Jegyzőkönyv | Bičakčić 70' Hajrović 78' |

| Štadión pod Dubňom, Zsolna Nézőszám: 9483 Játékvezető: David Fernández Borbalán (spanyol) |

| 2013. szeptember 10. 21:45 (UTC+3) |

| Görögország       | 1–0               | Lettország |
| ----------------- | ----------------- | ---------- |
| Szalpingídisz 58' | (0–0) Jegyzőkönyv |            |

| Karaiskakis Stadium, Pireusz Nézőszám: 18 983 Játékvezető: Kristinn Jakobsson (izlandi) |

| 2013. október 11. 18:30 (UTC+3) |

| Litvánia                  | 2–0               | Lettország |
| ------------------------- | ----------------- | ---------- |
| Černych 7' Mikoliūnas 68' | (1–0) Jegyzőkönyv |            |

| LFF stadionas, Vilnius Nézőszám: 2900 Játékvezető: Petur Reinert (feröeri) |

| 2013. október 11. 20:00 (UTC+2) |

| Bosznia-Hercegovina                      | 4–1               | Liechtenstein |
| ---------------------------------------- | ----------------- | ------------- |
| Džeko 27' 39' Misimović 34' Ibišević 38' | (4–0) Jegyzőkönyv | Hasler 61'    |

| Stadion Bilino Polje, Zenica Nézőszám: 11 200 Játékvezető: Richard Liesveld (holland) |

| 2013. október 11. 21:45 (UTC+3) |

| Görögország        | 1–0               | Szlovákia |
| ------------------ | ----------------- | --------- |
| Škrtel 44' (öngól) | (1–0) Jegyzőkönyv |           |

| Karaiskakis Stadium, Pireusz Nézőszám: 21 067 Játékvezető: Deniz Aytekin (német) |

| 2013. október 15. 20:00 (UTC+3) |

| Görögország                      | 2–0               | Liechtenstein |
| -------------------------------- | ----------------- | ------------- |
| Szalpingídisz 7' Karangúnisz 81' | (1–0) Jegyzőkönyv |               |

| Karaiskakis Stadium, Pireusz Nézőszám: 18 676 Játékvezető: Libor Kovarik (cseh) |

| 2013. október 15. 20:00 (UTC+3) |

| Litvánia | 0–1               | Bosznia-Hercegovina |
| -------- | ----------------- | ------------------- |
|          | (0–0) Jegyzőkönyv | Ibišević 68'        |

| S. Darius & S. Girenas Stadium, Kaunas Nézőszám: 6239 Játékvezető: Felix Zwayer (német) |

| 2013. október 15. 21:10 (UTC+3) |

| Lettország            | 2–2               | Szlovákia             |
| --------------------- | ----------------- | --------------------- |
| Sabala 47' Rode 90+2' | (0–2) Jegyzőkönyv | Jakubko 9' Saláta 16' |

| Skonto stadions, Riga Nézőszám: 3813 Játékvezető: Jevgenyij Aranovszkij (ukrán) |